# Rua da Junqueira (Lisboa)
A Rua da Junqueira é uma artéria de Lisboa com aproximadamente 1800 metros de comprimento, que liga Alcântara a Belém, correndo sensivelmente paralela ao rio Tejo. Trata-se de um topónimo bastante antigo, indicando a ocupação da área por juncos, havendo referências que remontam ao século XIII ao Sítio da Junqueira, na foz do Rio Seco.
No século XVIII, após o terramoto de 1755, e ao longo de todo o século XIX tornou-se uma área bastante concorrida pela nobreza lisboeta, aí se erguendo várias casas nobres e outros edifícios de grande dimensão que sobrevivem até aos nossos dias, incluindo:
- Cordoaria Nacional
- Palácio das Águias
- Casa Nobre de Lázaro Leitão Aranha
- Palácio da Ega
- Palácio dos Condes da Ponte ou Palacete da Ponte (com a administração do Porto de Lisboa)
- Palácio dos Condes da Ribeira Grande
- Palácio do Marquês de Angeja
- Palácio Burnay ou Palácio dos Patriarcas (antigamente repartido entre o Instituto Superior de Ciências Sociais e Políticas da Universidade Técnica de Lisboa e o Instituto de Investigação Científica Tropical)
- Palácio Pessanha

Já no século XX, foram aí construídos o Hospital de Egas Moniz e o Instituto de Higiene e Medicina Tropical.
Era servido nas proximidades pelo Apeadeiro de Junqueira, da Linha de Cascais.